# Savezničko bombardiranje Osijeka
Savezničko bombardiranje Osijeka odnosi se na niz zračnih napada savezničkih snaga na hrvatski grad Osijek tijekom 1944. i 1945. godine koji su rezultirali s 400 mrtvih i 148 ranjenih. Grad koji je dotad bio pošteđen razaranja većim je dijelom bio uništen nakon zračnih napada Saveznika.

## Pozadina
Prve zahtjeve za bombardiranje ciljeva u NDH saveznicima odašilje Draža Mihailović, uz detaljne zemljvide s ucrtanim ciljevima, dok se kasnije uključuje i NOV. Tako je u prosincu 1943. Josip Broz Tito generalu Wilsonu poslao poruku da bi bilo korisno ako bi „hitno izdao naredbu“ bazama u Italiji „da počnu s bombardiranjem ciljeva koje će naznačiti“.
Bombardiranje se vršilo takozvanom ”Tepih” tehnikom, koja je bila krajnje neprecizna, te je prouzročila brojne žrtve, jer su cilj i područje oko njega zasipani velikom količinom teških bombi od 200 do 500 kilograma. Nepreciznost se htjela nadopuniti velikom količinom teških bombi.
Uoči bombardiranja grada, kako bi se ljudske žrtve svele na najmanju moguću mjeru, Gradsko je poglavarstvo naručilo projekte i sagradilo nekoliko betonskih javnih skloništa koje je projektirao ovlašteni osječki arhitekt Vladoje Aksmanović, poznat i nagrađen kao projektant kina Urania.

## Spomen
U fundusu Zbirke fotografija Muzeja Slavonije Osijek, čuva se 186 fotografija nastalih netom nakon bombardiranja grada 14. lipnja 1944. godine. Većinu sačuvanih fotografija, ukupno 125, snimio je tadašnji član Osječkog vojnog komiteta intendantski nadsatnik Radovan Plivelić iz Zagreba, a fotografije su ulijepljene u dva fotoalbuma s uvodnim numeričkim legendama i naznakom „Snimanje je izvršeno neposredno nakon samog bombardiranja, a djelomično tokom istog dana.“ Među ostalim fotografijama nema točne datacije ni naznake autorstva fotografija, a na rijetkim se poleđinama fotografija nalaze olovkom upisani komentari.